# SM UB-23
El SM UB 23 fue un submarino o U-boot del Tipo UB II en servicio con la Kaiserliche Marine durante la Primera Guerra Mundial. Fue ordenado el 30 de abril de 1915 y botado el 9 de octubre de 1915. Fue dado de alta en la Armada Imperial Alemana el 11 de marzo de 1916 con el nombre SM UB 23.

## Historial
Durante su vida operativa, hundió 52 buques en 21 patrullas. El UB  23 fue severamente dañado por una carga de profundidad lanzada por el HMS PC-60 cerca de the Lizard. El UB 23 pudo navegar por sus propios medios hasta La Coruña, España, donde quedó internado.
Tras las protestas iniciales de Alemania por este internamiento, el submarino fue ofrecido al gobierno español, tal y como estaba, pero sin torpedos por un precio de 1 348 000 marcos, destinados a solucionar los problemas económicos de la embajada, propuesta que fue rechazada por España.
Al acabar la guerra, fue entregado a Francia el 22 de enero de 1919 como compensación tras firmar el tratado que puso fin a la guerra y fue desguazado en 1921.